# 파라과이 U-23 축구 국가대표팀
파라과이 U-23 축구 국가대표팀(스페인어: selección de fútbol sub-23 de Paraguay)은 파라과이의 23세 이하 축구 국가대표팀이며, 파라과이의 축구 관리 기관인 파라과이 축구 협회의 관리를 받는다. 올림픽과 팬아메리칸 게임에서 파라과이를 대표해 출전한다. 2004년에는 올림픽에 출전해 은메달을 획득했다.